# Districtul Olkusz
Județul Olkusz (în poloneză Powiat olkuski) este o unitate teritorial-administrativă și administrație locală (powiat) în voievodatul Polonia Mică, sudul Poloniei.
Județul a fost înființat în data de 1 ianuarie 1999 ca rezultat al reformelor poloneze locale adoptate în anul 1998. Sediul administrativ al județului și cel mai mare oraș este Olkusz care este la 37 km spre nord-vest de capitala regională Cracovia. În județ mai există orașele:
- Bukowno la 8 km spre vest de Olkusz și
- Wolbrom la 20 km spre nord-est de Olkusz.

Județul are o suprafață de 622.19 km pătrați. În anul 2006 populația totală a județului ra de 114.286 persoane, din care populația orașului Olkusz era de 37.552 locuitori, în Bukowno populația era de 10.695, iar în Wolbrom de 9.075 locuitori.  Populația rurală a județului era de 56.964 locuitori.

## Județe învecinate
Județul Olkusz se învecinează:
- spre nord cu județul Zawiercie
- la est cu județul Miechów
- la sud-est cu județul Cracovia
- la sud-vest cu județul Chrzanów
- la vest cu județul Dąbrowa și județul Będzin

## Diviziunile administrative
Județul este împărțit în șase comune (gmina)  (două urban-rurale și trei rurale). Acestea sunt prezentate în tabelul de mai jos, în ordinea descrescătoare a populației.
| Comuna          | Tip         | Suprafața (km²) | Populația (2006) | Sediu    |
| Comuna Olkusz   | urban-rural | 150.7           | 50,289           | Olkusz   |
| Comuna Wolbrom  | urban-rural | 150.8           | 23,454           | Wolbrom  |
| Comuna Klucze   | rural       | 119.3           | 14,895           | Klucze   |
| Bukowno         | urban       | 63.4            | 10,695           |          |
| Comuna Bolesław | rural       | 41.4            | 7,822            | Bolesław |
| Comuna Trzyciąż | rural       | 96.6            | 7,131            | Trzyciąż |